# Дан свести о интерсексуалним особама
Дан свести о интерсексуалним особама је међународни дан свести који се обележава сваког 26. октобра који је осмишљен да истакне питања људских права са којима се суочавају интерсексуалне особе.

## Историја
Дан свести о интерсексуалним особама обележава се у знак сећања на прву јавну демонстрацију међуполних особа у Северној Америци, 26. октобра 1996. године у Бостону где је Америчка педијатријска академија одржавала своју годишњу конференцију.   Интерсекс активисти Морган Холмс и Макс Бек учествовали су испред Интерсекс друштва Северне Америке, заједно са савезницима из организације „Транссексуалнa претњa“ (eng. „Transsexual Menace“), укључујући Рикија Вилчинса. Холмс је написао да догађај није био замишљен као демонстрација већ као учешће на конференцији. Она наводи да су Бек и Холмс намеравали да одрже говор „о дугорочним исходима, и да оспоре преовлађујуће мишљење да је естетска хирургија за „поправљање“ интерсексуалних гениталија најбољи начин деловања“, али су „дочекани, званично, непријатељски и избачени са конференције од стране обезбеђења”. Група је тек касније демонстрирала, носећи знак на коме је писало „Хермафродити са ставом“. 
Сам дан комеморације почео је 2003. оснивањем вебсајта за подизање свести од стране Бетси Драјвер и Еми Којаме. Морган Карпентер са Лауром Интер и подршком Фондације за отворено друштво је касније поново успоставио централни сајт за подизање свести 2015. године. 